# Лидо ди Савио (Равена)
Лидо ди Савио је насеље у Италији у округу Равена, региону Емилија-Ромања.
Према процени из 2011. у насељу је живело 563 становника. Насеље се налази на надморској висини од 1 м.